# Patrícia Marková (Tennisspielerin)
Patrícia Marková (* 5. Januar 1973) ist eine ehemalige slowakische Tennisspielerin.

## Karriere
Marková gewann während ihrer Karriere einen Einzel- und 14 Doppeltitel des ITF Women’s Circuits. Auf der WTA Tour
sah man sie erstmals im Hauptfeld bei den EA-Generali Ladies 1995, gemeinsam mit Virág Csurgó im Doppel. Sie verlor ihr Erstrundenmatch gegen Jelena Makarowa/Maja Murić mit 5:7 und 1:6.
2004 und 2005 stand sie im Kader des TTC Bad Wörishofen, der in der 2. Tennis-Bundesliga-Süd antrat.

## Turniersiege

### Einzel
| Nr. | Datum       | Turnier | Kategorie   | Belag   | Finalgegnerin  | Ergebnis |
| --- | ----------- | ------- | ----------- | ------- | -------------- | -------- |
| 1.  | Januar 1994 | Orense  | ITF $10.000 | Teppich | Peggy Rouquier | 6:3, 6:1 |

### Doppel
| Nr. | Datum          | Turnier           | Kategorie   | Belag           | Partnerin              | Finalgegnerinnen                           | Ergebnis       |
| --- | -------------- | ----------------- | ----------- | --------------- | ---------------------- | ------------------------------------------ | -------------- |
| 1.  | Juli 1993      | Istanbul          | ITF $10.000 | Hartplatz       | Nathaly Tijssen        | Emmanuelle Gagliardi Alessia Sciarpelletti | 2:6, 6:3, 6:0  |
| 2.  | August 1993    | Bergisch Gladbach | ITF $10.000 | Sand            | Monika Kratochvílová   | Gabriela Chmelinová Simona Nedorostová     | 6:3, 6:2       |
| 3.  | Januar 1994    | Orense            | ITF $10.000 | Teppich         | Germana Di Natale      | Stephanie Gomperts Nathaly Tijssen         | 7:5, 6:3       |
| 4.  | Januar 1994    | Pontevedra        | ITF $10.000 | Teppich         | Henriëtte van Aalderen | Marta Cano Cristina De Subijana            | 6:3, 6:2       |
| 5.  | März 1994      | Castellon         | ITF $10.000 | Teppich         | Ivana Havrlíková       | Maria Ines Araiz Vanessa Menga             | 4:6, 6:3, 6:3  |
| 6.  | April 1994     | Athen             | ITF $10.000 | Sand            | Simona Nedorostová     | Sandra van der Aa Lubomira Bacheva         | 6:3, 6:0       |
| 7.  | April 1995     | Athen             | ITF $10.000 | Sand            | Denisa Chládková       | Corina Morariu Christina Zachariadou       | 6:2, 7:5       |
| 8.  | September 1996 | Sibenik           | ITF $10.000 | Sand            | Katarina Valkyová      | Michaela Hasanová Martina Nedelková        | 6:4, 4:6, 6:4  |
| 9.  | Oktober 1996   | Burgdorf          | ITF $10.000 | Teppich (Halle) | Denisa Sobotková       | Natacha Randriantefy Aliénor Tricerri      | 6:3, 6:4       |
| 10. | April 1997     | Hvar              | ITF $10.000 | Sand            | Zuzana Váleková        | Julie Pullin Amanda Wainwright             | 7:63, 6:4      |
| 11. | April 1997     | Dubrovnik         | ITF $10.000 | Sand            | Zuzana Váleková        | Milena Nekvapilová Hana Šromová            | 2:6, 7:5, 6:4  |
| 12. | November 1997  | Rio de Janeiro    | ITF $10.000 | Sand            | Zuzana Váleková        | Monika Maštalířová Paula Racedo            | 6:0, 6:74, 6:2 |
| 13. | Mai 1998       | Nitra             | ITF $10.000 | Sand            | Silvia Uricková        | Tatiana Kovalchuk Hanna Saporoschanowa     | 6:0, 6:3       |
| 14. | August 1998    | Middelkerke       | ITF $10.000 | Sand            | Luciana Masante        | Bretchtje Bruls Cindy Schuurmans           | 2:6, 6:3, 6:3  |

## Persönliches
Mit Bogdan Rogulski ist sie verheiratet.